# 26. juli-bevægelsen
26. juli-bevægelsen (spansk: Movimiento 26 de Julio) var en revolutionær organisation ledet af Fidel Castro, der i 1959 styrtede Fulgencio Batista-regimet på Cuba. Navnet stammer fra angrebet på Moncada-kasernen, en militærbase i Santiago, der foregik den 26. juli 1953. Organisationen blev omorganiseret i Mexico i 1955 og bestod da af 82 eksilrevolutionære med blandt andre Fidels bror Raúl Castro og argentineren Che Guevara.
26. juli-bevægelsen blev i 1965 lagt sammen med El Directorio Revolucionario og Partido Socialista Popular (Cuba), der derefter blev til Cubas kommunistiske parti.